# Henri-Marie-Jean Noël du Payrat
Henri-Marie-Jean Noël du Payrat, francoski general, * 1894, † 1982.